# Turri
Turri település Olaszországban, Szardínia régióban, Medio Campidano megyében. Lakosainak száma 379 fő (2023. január 1.). Turri Baressa, Genuri, Pauli Arbarei, Setzu, Tuili, Ussaramanna és Baradili községekkel határos.

## Népesség
A település lakossága az elmúlt években az alábbi módon változott:
| Lakosok száma | 420  | 424  | 379  |
|               | 2017 | 2018 | 2023 |